# Kolbu kommun
Kolbu kommun (norska: Kolbu kommune) var en kommun i Oppland fylke i Norge. Kommunen omfattade den västra delen av nuvarande Østre Totens kommun och gränsade till Akershus fylke i söder. Tätorten Kolbu utgjorde kommunens centralort.

## Administrativ historik
Kolbu kommun upprättades den 1 januari 1908 genom utbrytning ur Vestre Totens kommun. Kommunen hade 2 412 invånare vid upprättandet.
Den 1 januari 1964 gick kommunen upp i Østre Totens kommun. Kommunens hade då 2 906 invånare.